# Takasago (Hyōgo)
Takasago (高砂市 Takasago-shi?) es una ciudad localizada en la prefectura de Hyōgo, Japón. En junio de 2019 tenía una población estimada de 88.383 habitantes y una densidad de población de 2.571 personas por km². Su área total es de 34,38 km².

## Geografía

### Localidades circundantes
- Prefectura de Hyōgo
  - Himeji
  - Kakogawa

## Demografía
Según datos del censo japonés, la población de Takasago ha disminuido en los últimos años.
| Año del censo | Población |
| ------------- | --------- |
| 1995          | 97.632    |
| 2000          | 96.020    |
| 2005          | 94.813    |
| 2010          | 93.901    |
| 2015          | 91.030    |